# Tiotalsförfattare
Tiotalsförfattare eller Tiotalister är en litteraturhistorisk benämning på 1910-talets svenska litteratur och författare, i första hand de som följde tiden i samhällsfokuserade, realistiska författarskap.
Tiotalslitteraturen brukar anses inledas med John Landquist och Sigfrid Siwertz, som från 1907 startade ett av Henri Bergson influerat författarskap, som bröt med sekelskiftspessimismen och ledde till ökad tonvikt på vilja, handling och samhällsansvar. Tiotalet brukar delas in i en borgerlig gren med författare som Sigfrid Siwertz, Gustaf Hellström och samhällsvisionären Ludvig Nordström, samt en proletär skala med författare som Martin Koch, Maria Sandel och Gustav Hedenvind-Eriksson. Samhällsengagemanget kunde även gälla kvinnorörelsen eller fredsrörelsen som hos Elin Wägner, Marika Stiernstedt och Anna Lenah Elgström. Journalistiken kom att bli ett viktigt forum för diktarna, vanliga diktformer var kampdikt och idédikt. Litteraturen skulle spegla vardagens liv. Lyriken blev på samma gång jordnära och idylliserande som hos Anders Österling och Dan Andersson. Samtidigt var tiotalsströmningarna inte ensidigt inriktade mot realism. Hjalmar Bergman intog i sina romaner och dramer en självständig ställning till övriga författare. Pär Lagerkvists tiotalsdiktning visar större släktskap med en internationella modernistiska rörelsen än den svenska tiotalismen. Första världskriget kom att ge upphov till mörkare stråk i litteraturen, där den tidigare framtidsoptimismen flyktade. Vid slutet av 1910-talet drogs många av författarna mot idyll och inåtvända religiösa beskrivningar.